# Gábor Mohos

Wappen von Gábor Mohos

Gábor Mohos (* 11. September 1973 in Budapest, Ungarn) ist ein ungarischer römisch-katholischer Geistlicher und Weihbischof im Erzbistum Esztergom-Budapest.

## Leben
Gábor Mohos empfing am 19. Juni 1999 das Sakrament der Priesterweihe für das Erzbistum Esztergom-Budapest. Er war von 2003 bis 2008 Sekretär von Erzbischof Péter Erdő, ehe er Generalsekretär der Ungarischen Bischofskonferenz wurde.
Papst Franziskus ernannte ihn am 4. Oktober 2018 zum Titularbischof von Iliturgi und zum Weihbischof in Esztergom-Budapest. Der Erzbischof von Esztergom-Budapest, Péter Kardinal Erdő, spendete ihm am 8. Dezember desselben Jahres die Bischofsweihe. Mitkonsekratoren waren der Apostolische Nuntius in Ungarn, Erzbischof Michael August Blume SVD, und der Erzbischof von Eger, Csaba Ternyák. Mohos ist gleichzeitig auch Generalvikar des Erzbistums.